# Крэйг, Стюарт
Норман Стюарт Крейг (англ. Stuart Craig; род. 14 апреля 1942 года) — британский художник-постановщик. Он также разработал декорации вместе со своей постоянной сотрудницей, декоратором декораций, покойной Стефани Макмиллан, для всех фильмов о Гарри Поттере.

## Биография
По просьбе автора книги «Гарри Поттер» Джоан Роулинг он работал с творческой командой Universal над дизайном волшебного мира Гарри Поттера в тематическом парке Universal «Острова приключений». В декабре 2007 года в интервью подкасту PotterCast Роулинг сказала: «Ключевым моментом для меня было то, что, если бы должен был появиться тематический парк, Стюарт Крейг… был бы вовлечен. …Более чем вовлечен, что он в значительной степени спроектировал бы его. Потому что мне нравится внешний вид фильмов; они действительно отражают то, что было в моем воображении все эти годы».
Он был номинирован на одиннадцать премий «Оскар» и выиграл три: в 1982 году за «Ганди», в 1988 году за «Опасные связи» и в 1996 году за «Английский пациент». Он пятнадцать раз номинировался на премию BAFTA, в том числе за первые шесть и последний фильмы о Поттере, и трижды выигрывал: в 1980 году за «Человека-слона», в 2005 году за «Гарри Поттера и кубок огня» и в 2016 году за «Фантастические твари и где они обитают».
Стюарт Крейг был номинирован на премию BAFTA за шесть фильмов подряд, а именно за первые шесть фильмов о Гарри Поттере.
За свою работу над «Английским пациентом», «Гарри Поттером и философским камнем», «Гарри Поттером и орденом Феникса», «Гарри Поттером и принцем-полукровкой» и «Гарри Поттером и дарами смерти — Часть 1 и часть 2» Крейг был номинирован на премию Гильдии арт-директоров и получил ту же самую за «Английского пациента» и «Гарри Поттера и дары смерти» — часть 2. Гильдия также наградила Крейга наградой за жизненные достижения на церемонии награждения 16 февраля 2008 года.

## Награды и номинации
Academy Awards
| Год  | Награда | Категория                         | Работа                                 | Результат | Прим.  |
| ---- | ------- | --------------------------------- | -------------------------------------- | --------- | ------ |
| 1980 | Оскар   | Лучшее художественное направление | Человек-слон                           | Номинация | [ 4 ]  |
| 1982 | Оскар   | Лучшее художественное направление | Ганди                                  | Победа    | [ 5 ]  |
| 1986 | Оскар   | Лучшее художественное направление | Миссия                                 | Номинация | [ 6 ]  |
| 1988 | Оскар   | Лучшее художественное направление | Опасные связи                          | Победа    | [ 7 ]  |
| 1992 | Оскар   | Лучшее художественное направление | Чаплин                                 | Номинация | [ 8 ]  |
| 1996 | Оскар   | Лучшее художественное направление | Английский пациент                     | Победа    | [ 9 ]  |
| 2001 | Оскар   | Лучшее художественное направление | Гарри Поттер и философский камень      | Номинация | [ 10 ] |
| 2005 | Оскар   | Лучшее художественное направление | Гарри Поттер и Кубок огня              | Номинация | [ 11 ] |
| 2010 | Оскар   | Лучшее художественное направление | Гарри Поттер и Дары Смерти. Часть 1    | Номинация | [ 12 ] |
| 2011 | Оскар   | Лучшее художественное направление | Гарри Поттер и Дары Смерти. Часть 2    | Номинация | [ 13 ] |
| 2016 | Оскар   | Лучший производственный дизайн    | Фантастические твари и где они обитают | Номинация | [ 14 ] |